# 1924年苏联宪法
1924年苏联宪法颁布于当年1月31日，是苏联的第一部宪法，由第二届苏联苏维埃代表大会批准通过，该宪法以法律的形式确定并扩展了1922年12月俄罗斯苏维埃联邦社会主义共和国、乌克兰苏维埃社会主义共和国、白俄罗斯苏维埃社会主义共和国及外高加索社会主义联邦苏维埃共和国缔结的《苏联成立条约》，取代了《1918年苏俄宪法》。该宪法确定国家的最高权力机关为蘇維埃代表大會，苏联中央执行委员会负责在休会期间行使代表大会的职权并集体担当总统的角色。中央执行委员会选举产生苏联人民委员会作为政府的行政机关。依照该宪法，1925年5月召开的第十二次全俄罗斯苏维埃代表大会通过了《1925年苏俄宪法》。该宪法由《1936年苏联宪法》取代。